# Лукас Файдерб

Лукас Файдерб (19 січня, 1617, Мехелен — 31 грудня, 1697, Мехелен) — південнонідерландський скульптор і архітектор доби бароко. 

## Життєпис, ранні роки
Він перша дитина фламандського скульптора Анрі Файдерба (1574—1629) та його другої дружини Корнелії Франхойс. Батько був скульптором декоратором і різав орнаменти з гіпсу. Батько помер, коли сину виповнилось 12 років. Мати вдруге пошлюбилась зі скульптором Максиміліаном Лаббе. Первісні художні навички Лукас Файдерб отримав у майстерні батька і ще більше здобув за підтримки Максиміліана Лаббе.
Мати походила з родини художника Лукаса Франхойса старшого (1574–1643), два брати Корнелії Лукас Франхойс молодший та Пітер Франхойс теж стануть художниками. Його брат Антоніс Файдерб теж став скульптором, але менш обдарованим за Лукаса.

## Три роки в майстерні Рубенса
Пітер Пауль Рубенс після повернення до Антверпена відкрив майстерню, куди за конкурсом брав учнів і помічників. Кількість вакансій була обмежена, незважаючи на авторитет Рубенса, що не міг брати усіх бажаючих.  Антверпен у попередній період втратив низку талановитих митців через каральні дії іспанських вояків і масову еміграцію ремісників і художників до Північних Нідерландів (Голландії). На тлі спорожнілого Антверпена майстерня авторитетного Рубенса почала мимоволі відігравати роль художнього центру міста.
Сам багато обдарований голова майстерні, носій ідей розвиненого бароко, Рубенс брав тільки найталановитіших, найобдарованіших. До переліку прийнятих у його майстерню був залучений і Лукас Файдерб дев'ятнадцяти років. Праця і навчання в майстерні Рубенса для Лукаса розтяглися на три роки. Через три роки учень несподівано покинув престижну майстерню, позаяк його наречена завагітніла. Нова обставина в католицькій країні змінила і його плани, він мав одружитися з Марією Снаєрс, відмовитись від подорожі до Італії, покинути майстерню Рубенса і почати заробляти  на життя собі і власній родині. Лукас повертається до міста Мехелен. Рубенс використав власний авторитет придворного художника  і сприяв швидкому залученню Файдерба до місцевої гільдії св. Луки. Лукас Файдерб виправдав надії Рубенса і стане найвпливовішим митцем серед тих, що працюватимуть у Мехелені в другій половині 17 ст.

## Шлюб і праця в містах Фландрії
Творчість Лукаса Файдерба припала на період зміцнення контрреформації у Південних (іспанських на той час) Нідерландах. Період іконоборства і релігійних пошуків в Південних Нідерландах супроводжувався видаленням з церков і соборів релігійних картин, вівтарів і оздоб. Ревні католики активізували діяльність і розпочався етап заповнення спорожнілих храмів релігійними картинами і вівтарями, релігійною скульптурою, надгробками, сповідальнями і амвонами, але вже в новій стилістиці. Пишне фламандське бароко було підкорене католицькій церкві і примушене обслуговувати і виправдовувати контрреформацію, діяльно пропагувати католицизм в краї.
Для скульптора Лукаса Файдерба таким чином відкрилася широка перспектива праці релігійного митця. Він отримував замови на створення скульптур святих, надгробків, скульптурних і архітектурних вівтарів. Кількість замов перевищувала його фізичні можливості. Тому талановитий майстер вимушено залучав до виконання учнів і помічників, серед котрих були Ромбоут Паувелс, Маттеус ван Беверен та ін. 
Серед ранніх самостійних творів митця — фігура св. Андрія Першозванного для собору у місті Брюссель. Скульптор працюватиме також у містах Ауденарде, Мехелені, Антверпені.

## Нездійснений проект академії у Мехелені
Його праця в Брюсселі мала на меті також отримання тамтешнього громадянства. Але його клопотання не задовольнили. 
Він повернувся до Мехелена, де розпочав клопоти по створенню у  місті художньої академії на зразок тої, що вже існувала у Брюсселі. Проект академії так і залишився нездійсненим. Перший художній заклад у Мехелені виник лише у 18 ст.

## Вівтарі барокового зразка
В творчому доробку майстра тринадцять архітектурних вівтарів, що замінили вівтарі-картини  та вівтарі, різьблені з деревини. Барокові вівтарі вимагали від нього як знань архітектури, так і майстерності скульптора. 

## Учні скульптора
- Франс Лангеманс
- Ян Ван Делен
- Ніколя ван дер Векен

## Вибрані твори (скульптура)
- « Мадонна з немовлям», будинок Рококса, Антверпен
- Рельєф «Шлях на Голгофу», церква Богородиці, Хансвійк
- «Надгробок єпископа Андреаса Крейзена». собор св. Румбольда, Мехелен
- « Мадонна з немовлям», церква Богородиці, Мехелен
- «Богородиця Скорботна», каплиця родини Рубенса, Антверпен
- Рельєф  «Танок путті на честь бога Пана», терракота, Брюссель
- Погруддя «Геркулес», терракота, Музей Вікторії й Альберта, Лондон
- Погруддя «Омфала», терракота
- Погруддя «Сатир»  Будинок Рубенса, Антверпен
- Всього дванадцять декоративних погрудь з терракоти
- п'ять портретів-бюстів (серед них «Гаспар де Крайєр», Державний музей (Амстердам))

## Обрані твори (скульптура)

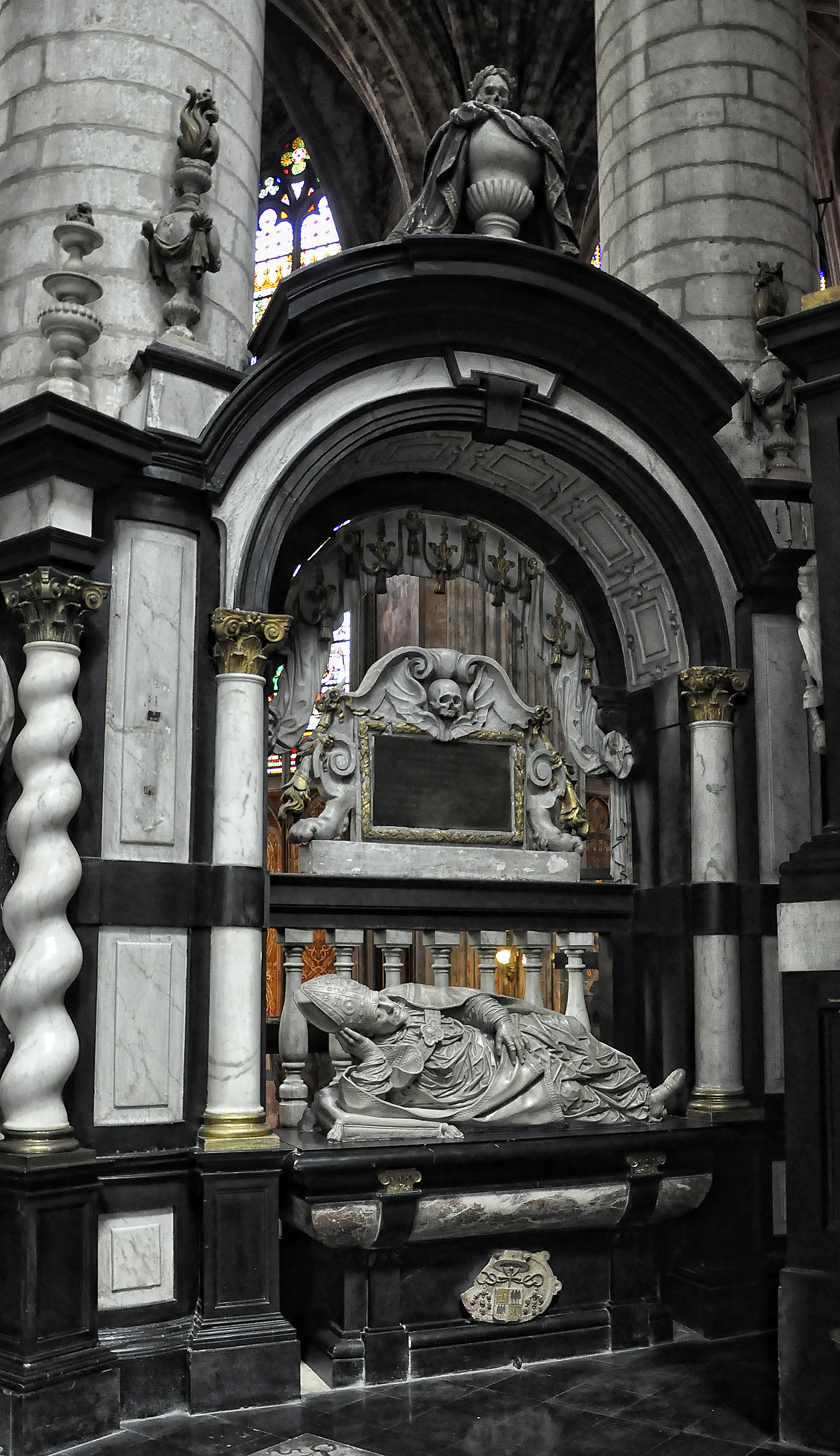
Матіас Ховіус, третій архієпископ Мехелена, надгробок, собор св. Ромбоута, Мехелен

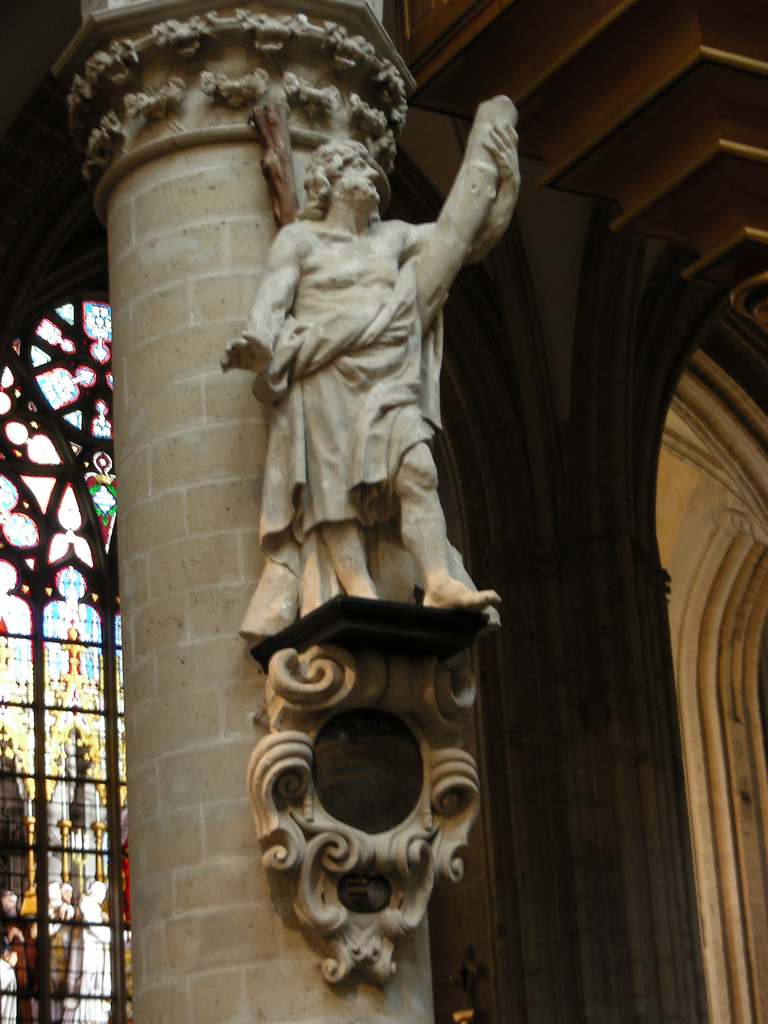
«Апостол Андрій Першозваний», катедральний собор, Брюссель
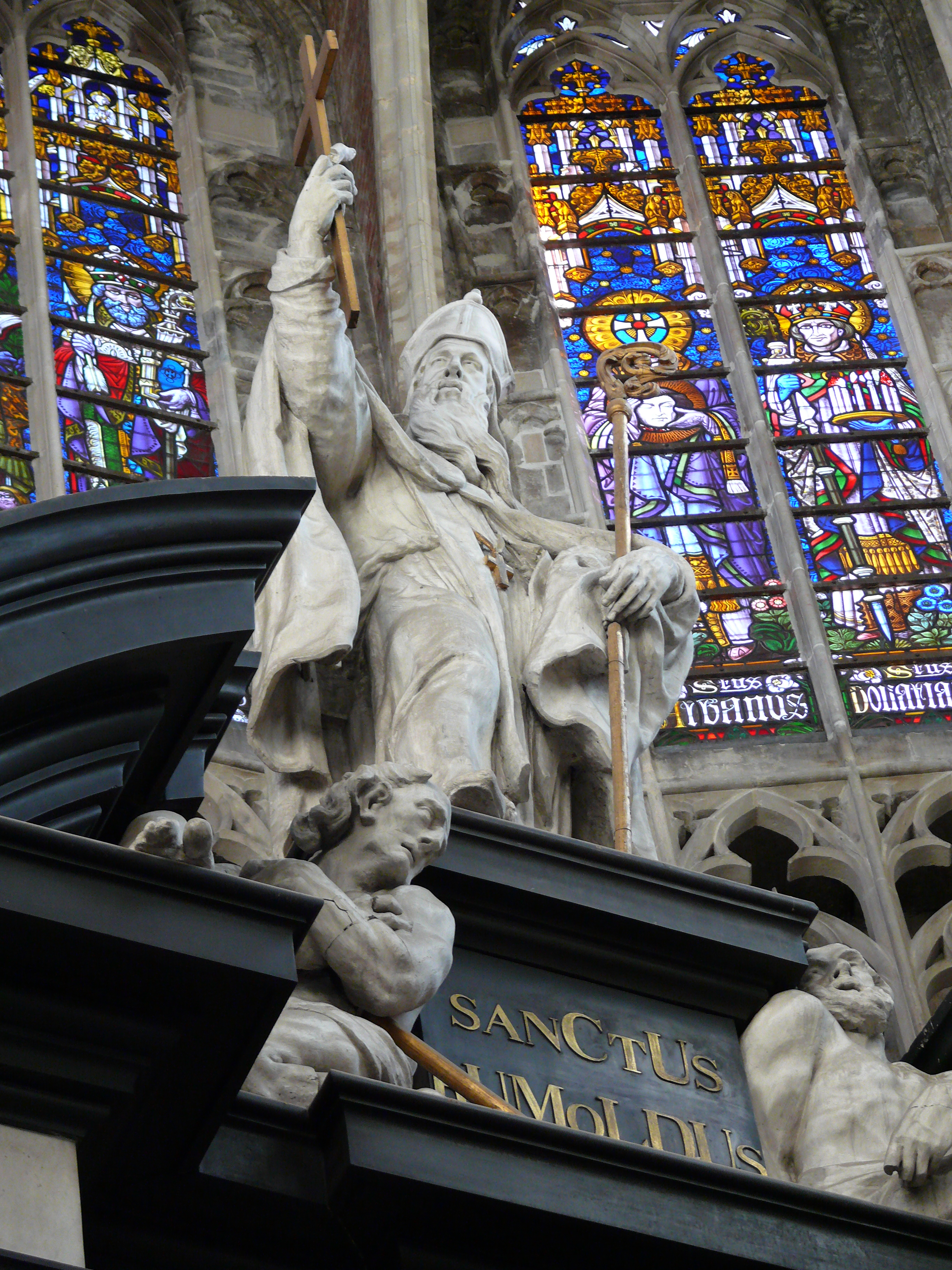
«Св. Ромбоут»
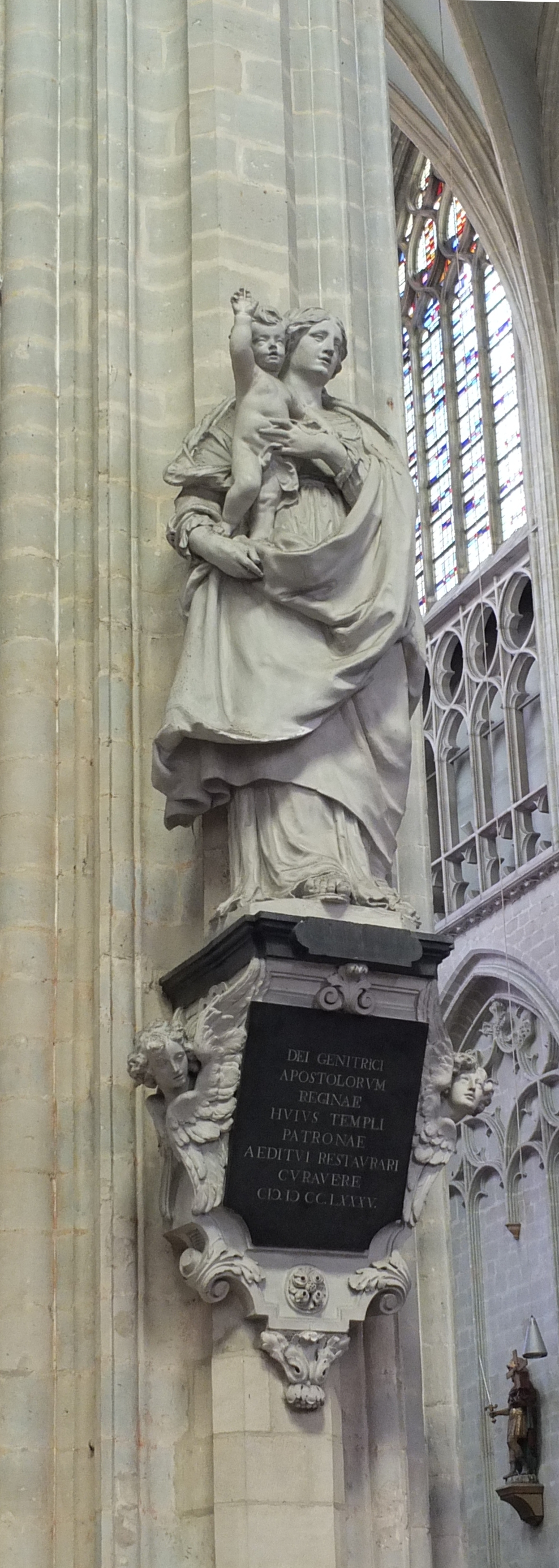
«Мадона з немовлям»
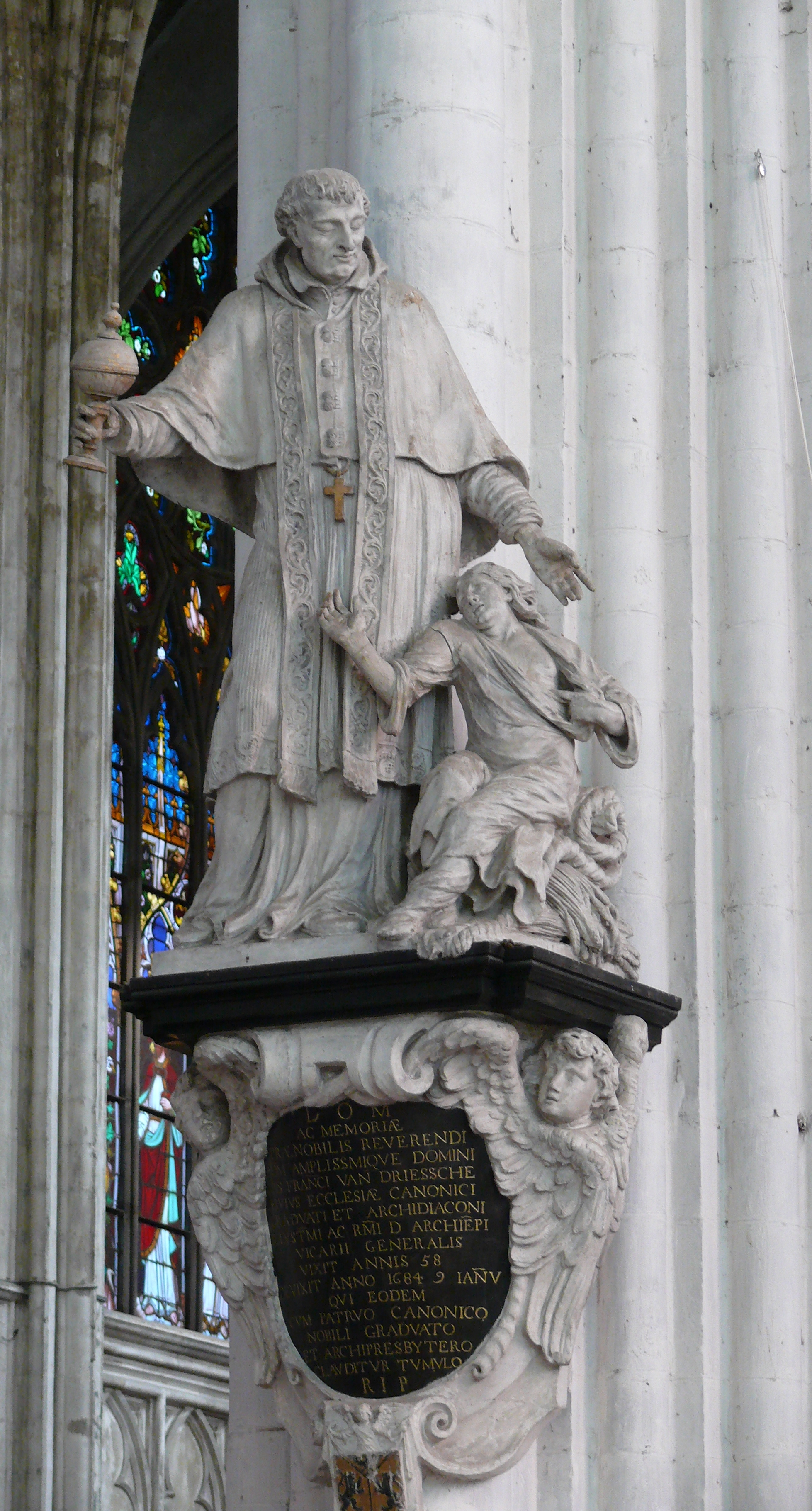
«Св. Карло Борромей»

## Вибрані твори (архітектура)

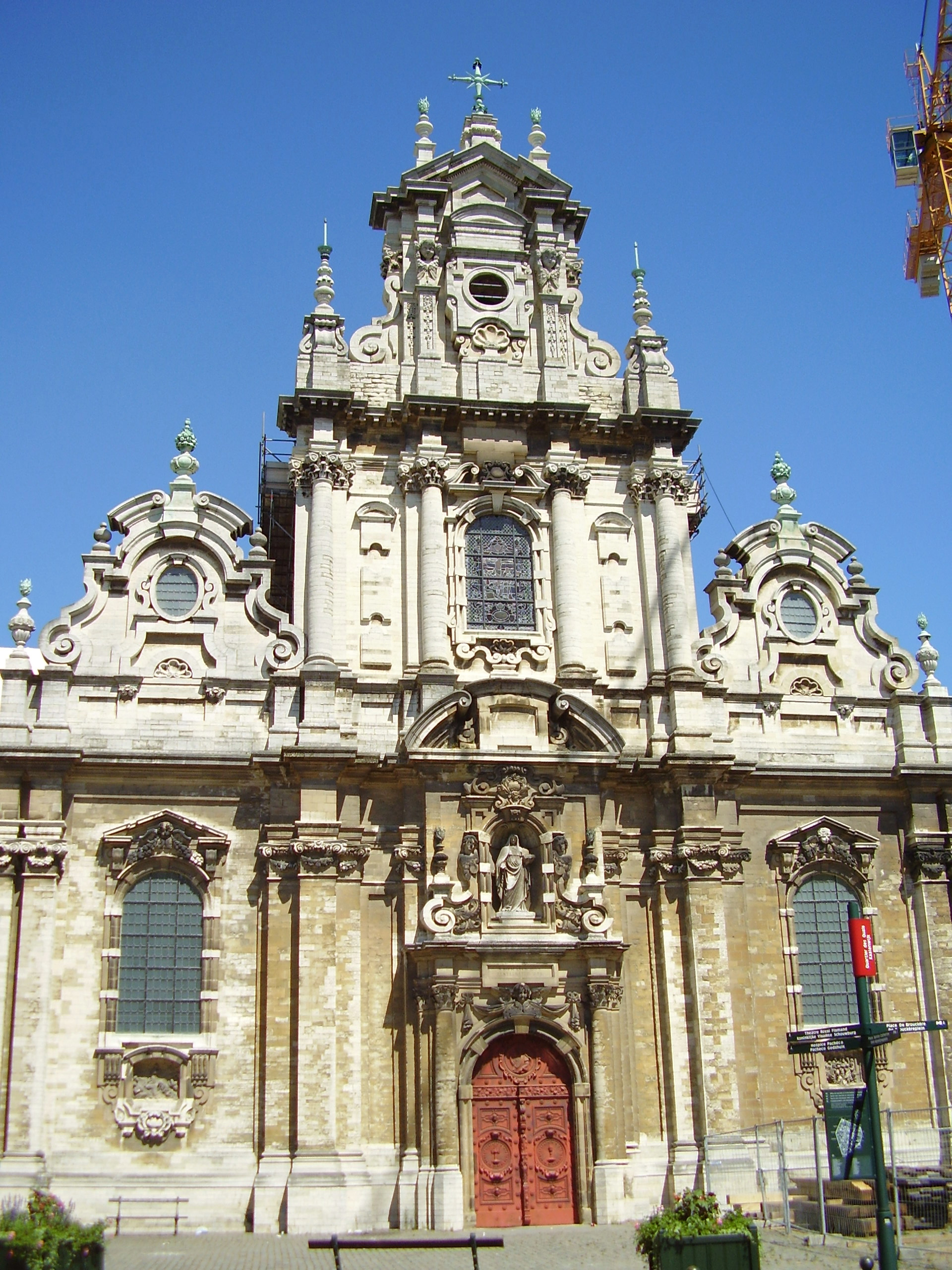
Барокова церква Івана Хрестителя, Бегінхофкерк

Лукас Файдерб не вивчав архітектуру фахово, а здобував знання самотужки. До праці як архітектора його наблизили стажування у майстерні Рубенса та власна робота над архітектурними вівтарями. Він звернувся до архітектурної практики у останні десятиліття життя. Праця обмежувалась добудовами ( купол церкви ) або створенням парадних фасадів в стилі фламандського бароко. Прорахунки в архітектурній освіті приводили до помилок або негармонійних рішень.
- Барокова церква Івана Хрестителя, Бегінхофкерк, Брюссель
- Церква Богородиці Лілієндаль для єзуїтів, Мехелен
- Церква Успіння Богородиці Ватервліт, Мехелен
- Бегінажгофкерк, Мехелен (фасад)
- Фасад будинку св. Йосипа, Мехелен.

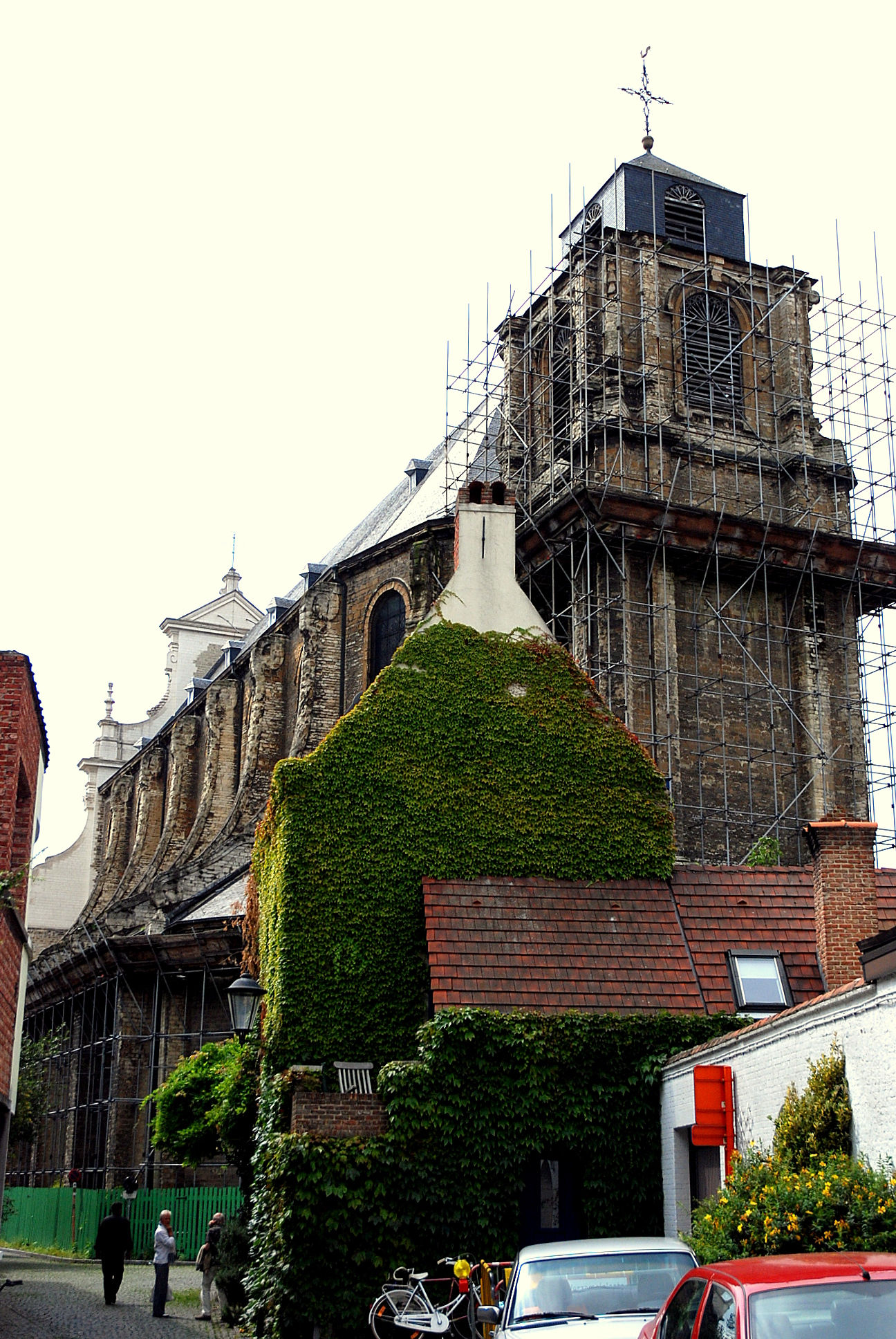
Бегінажгофкерк, Мехелен, вівтарна частина
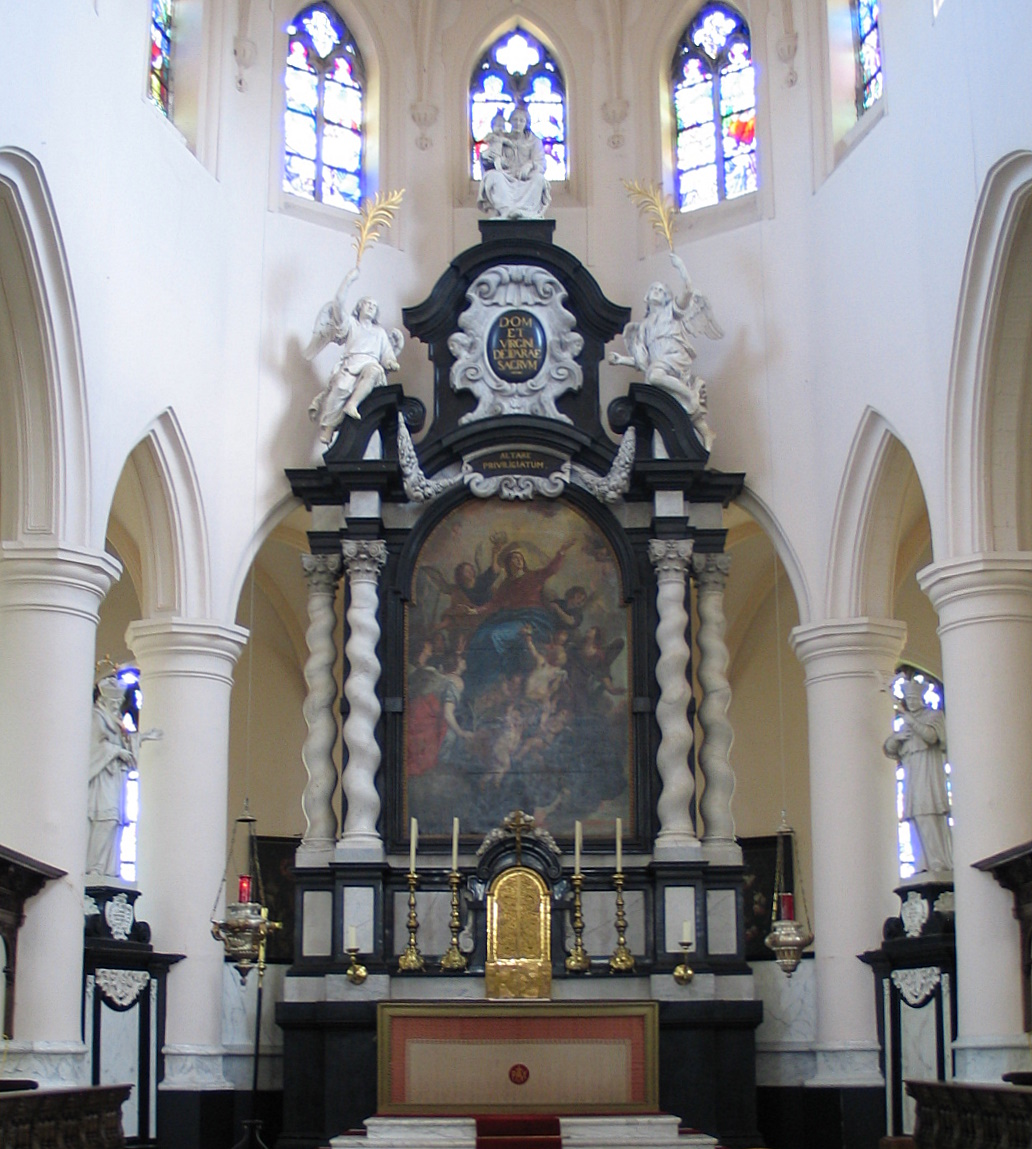
Архітектурний вівтар, церква Успіння Богородиці Ватервліт, Мехелен
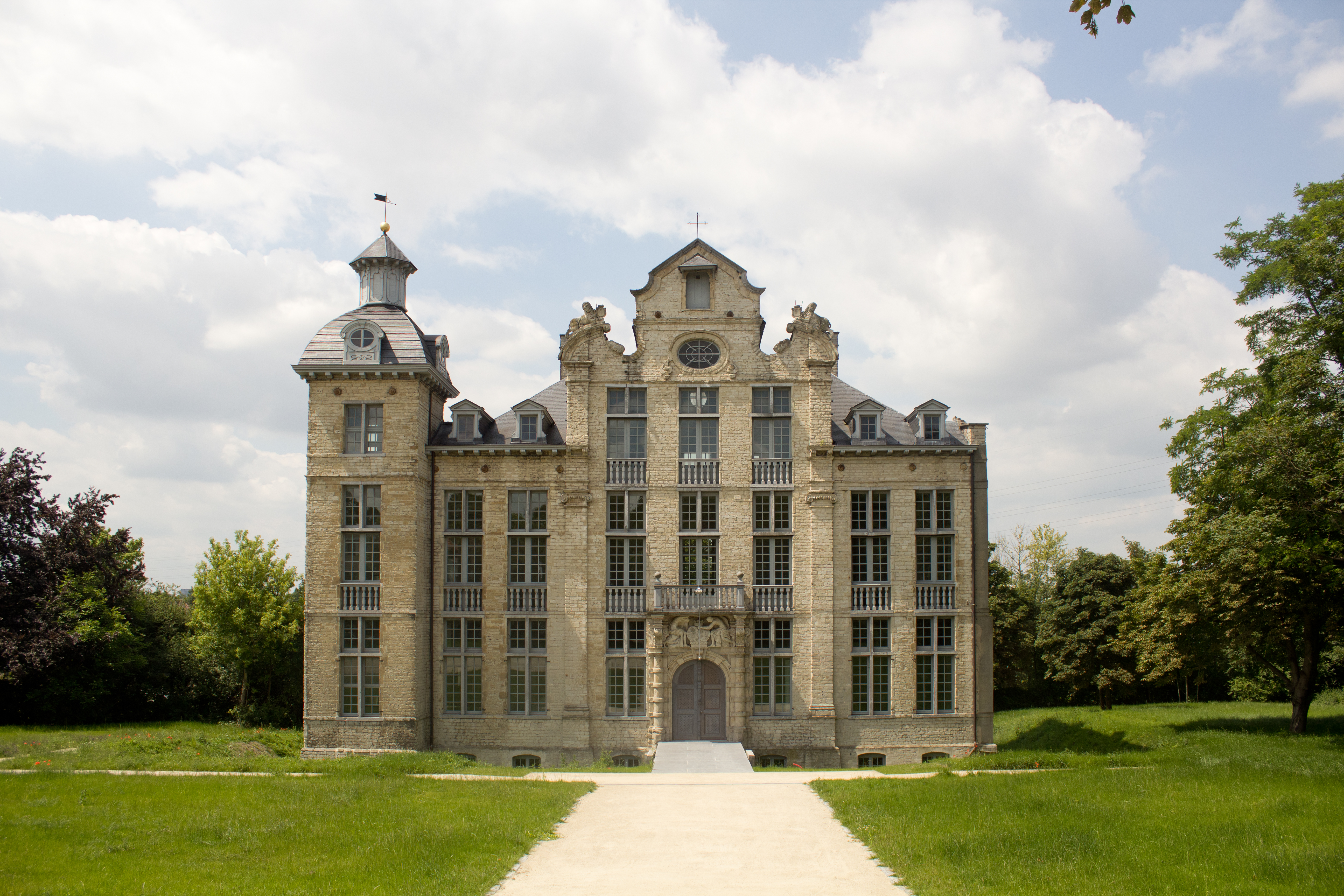
Фасад заміського палацу
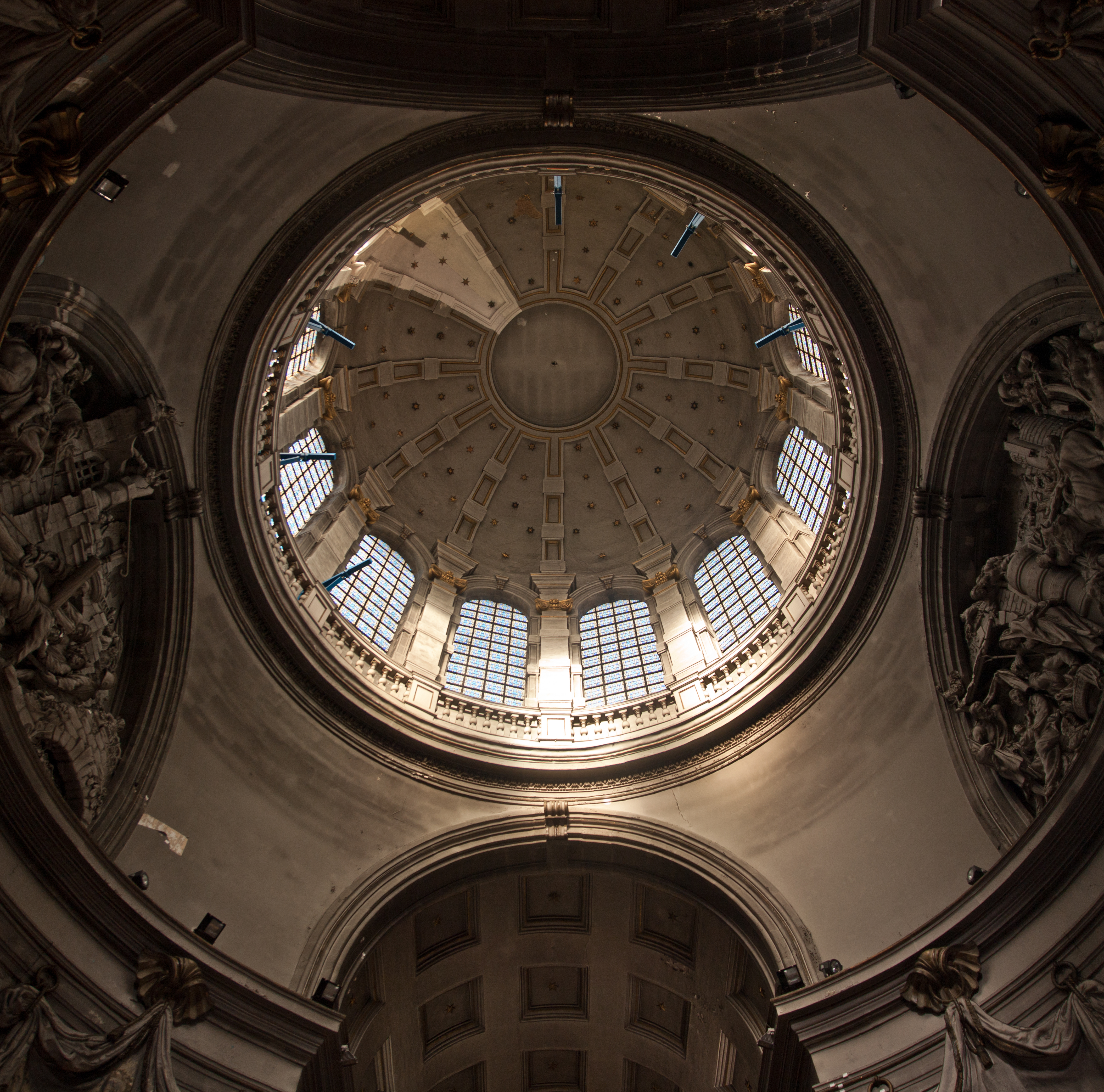
Купол парафіяльної церкви Богородиці Хансвійк

## Смерть
Помер у міст Мехелен. Був похований в склепі церкви св. Румбольта.